# Cupșeni
Cupșeni é uma comuna romena localizada no distrito de Maramureș, na região histórica da Transilvânia. A comuna possui uma área de 89.56 km² e sua população era de 3656 habitantes segundo o censo de 2007.